# Reálka
Reálná škola (německy Realschule) nebo častěji jen reálka (archaicky též věcnice) byl typ všeobecné střední školy, zaměřené spíše na přírodovědní, technické obory a živé jazyky (na rozdíl od gymnázia).
První reálka byla založena roku 1706 v Halle, ve Vídni v roce 1771. V habsburské monarchii začaly být systematicky zřizovány po roce 1804:
- 1811 – Brno (německá)
- 1815 – Brody
- 1817 – Lvov, Terst
- 1833 – Praha (německá)
- 1833 – Reálka piaristů Rakovník
- 1833 – Loket (německá)
- 1837 – Liberec (německá)
- 1848 – Plzeň (německá)
- 1849 – Praha (první česká)
- 1850 – Náchod (zrušena v roce 1870)
- 1850 – Rokycany (zrušena v roce 1869)
- 1851 – Jihlava (německá), Opava (německá), Písek, Šumperk (německá)
- 1852 – Hustopeče, Loket, Telč
- 1853 – Mladá Boleslav
- 1854 – Nový Jičín (německá), Olomouc (německá), Pardubice
- 1857 – Brno (druhá německá, Staré Brno)
- 1860 – Bruntál (německá, zrušena v roce 1871)
- 1861 – Kašperské Hory (německá, zrušena v roce 1873)
- 1865 – Litomyšl
- 1867 – Jičín
- 1871 – Krnov, Prostějov (česká)
- 1872 – Plzeň (německá), Chomutov (německá)
- 1873 – Prostějov (německá)
- 1874 – Karlín (česká)
- 1874 – České Budějovice (německá)
- 1875 – Hranice (vojenská)
- 1877 – Kroměříž (německá)
- 1880 – Brno (první česká)
- 1894 – Hodonín, Nové Město na Moravě
- 1895 – Královské Vinohrady
- 1896 – Louny, Praha-Staré Město, Uherský Brod
- 1897 – Jevíčko, Kostelec nad Orlicí, Náchod, Svitavy, Žižkov
- 1898 – Kroměříž (česká), Planá
- 1899 – Holešov, Mladá Boleslav, Velké Meziříčí
- 1900 – Kladno
- 1901 – Ostrava (česká)
- 1902 – Olomouc (česká), Příbor (německá)
- 1903 – Nymburk
- 1904 – Příbram, Teplice (německá)
- 1906 – Kašperské Hory (německá), Plzeň (druhá česká), Sušice
- 1907 – Brno (druhá česká), Varnsdorf (německá)
- 1909 – Česká Třebová
- 1910 – Nová Paka
- 1919 – Šumperk (česká), Jaroměř

Od roku 1851 bylo studium na reálce šestileté (tříletá nižší reálka a tříletá vyšší reálka), od roku 1868 sedmileté (čtyřletá nižší reálka a tříletá vyšší reálka) a od roku 1869 bylo ukončováno maturitou. Po absolvování školy bylo možné pokračovat studiem na vysoké škole technického směru; nebylo možné studovat na univerzitě. V roce 1904 bylo povoleno po maturitě na reálce studovat i na univerzitě, ovšem kromě teologických fakult a pouze uchazečům, kteří složili dodatečnou zkoušku z latiny, řečtiny a filosofické propedeutiky.
Ve školním roce 1917/1918 existovalo v českých zemích celkem 43 reálek s češtinou jako vyučovacím jazykem, z toho 30 v Čechách a 13 na Moravě (ve Slezsku žádná). Po první světové válce byla řada reálek přeměněna na reálná gymnázia, přičemž k těmto přeměnám docházelo nezřídka i dříve. V Československu byly reálky zrušeny v roce 1948.